# 標準理論 (エジプト学)
エジプト学において、「標準理論」または「ポロツキー理論」（Standard Theory、Polotskyan Theory、略称ST）は、エジプト語の動詞の統語論に対するアプローチの一つである。これは、ハンス・ヤーコプ・ポロツキー によって最初に発展させられたもので、エジプト語の動詞形を様々に形容詞的、名詞的、または副詞的であるとみなし、任意の動詞句をこれら3つのクラスのいずれかに「転置」できる可能性を認めている。この分析は、統語ノードに対する置換規則を体系的に適用することを基礎としており、ある動詞句の代わりに名詞句や副詞句を置換できるという可能性から、それらの動詞句が統語的に名詞句や副詞句に変換されていると見なされる。このアプローチは20世紀半ばに広く採用されたが、1980年代から次第に支持を失っていった。

## 歴史
標準理論の起源は、コプト語の研究にある。1944年、Hans Jakob Polotsky は『Études de syntaxe copte』という研究を発表し、コプト語の「第二時制」は強調文で一貫して使用され、「第一時制」は非強調文で使用されることを示した。Polotsky はこの発見を古代エジプト語にも拡張し、エジプト語の動詞の「未完了形」である sḏm.f 形の多くの用法が同様に強調文に対応していること、また sḏm.n.f 形の多くの用法も同様であることを示した。その後の出版物で、Polotsky は自身の観察をエジプト語の動詞体系に関する新しい理解へと洗練させていった。標準理論は1960年代にさらに広く受け入れられるようになったが、Alan Gardiner のようにその結論に反対する者もいた。この理論は1970年代にはより言語学的な基礎の上で改訂され、生成文法を用いたさらなる分析が行われた。1976年、Polotsky は『Les transpositions du verbe en égyptien classique』を発表し、古典エジプト語に適用される理論について最も完全な論考を示した。Polotsky のアイデアは広く受け入れられ、1983年にエジプト学者の Leo Depuydt がそれらを初めて「標準理論」と名付けた。
しかし、コプト語と後期エジプト語の研究者は Polotsky の見解を強く採用したものの、古王国時代と中王国時代のエジプト語の研究者からは次第に疑問視されるようになった。標準理論を取り巻くコンセンサスは、1986年のエジプト語文法に関するクロスロード会議で崩れ始めた。その後のクロスロードII、クロスロードIII会議では激しい議論が交わされた[1]。Mark Collier らが特定の動詞形の副詞的性質に疑問を投げかけたことで、標準理論の中核的な仮定のいくつかに直接異議を唱える論文が現れ始めた。
1980年代、エジプト学者たちが一般言語学の新しい発展と標準理論の特異性をますます意識するようになると、標準理論は大部分が、動詞句がほぼすべての用法で「転置」を受けるのではなく、しばしば完全な動詞の性質を保持するとするエジプト語統語論の解釈に取って代わられた。より最近の傾向では、狭義の構造的アプローチに従うのではなく、動詞形を分析する際に談話現象や語用論により大きな注意が払われている。「標準理論」という名称は今でもよく使われているが、現代のエジプト学者がこれらの新しいアプローチに目を向けるようになったため、理論自体は現在ではほとんど支持されなくなっている。これらのアプローチは「動詞主義」、「ポスト・ポロツキー」、「それほど標準的ではない理論」などと呼ばれている 。それでも、少数の学者は批判者に対して標準理論のアイデアを擁護し続けており、Polotsky の発見の多くは今でも広く受け入れられている。

## 理論
標準理論には多くの変種と更なる発展があるが、分析の核心は Polotsky のエジプト語動詞体系の扱いにある。Polotsky は、古典エジプト語の様々な動詞形を、他の種類の句との統語的置換可能性に基づいて分類した 。そうすることで、彼はほとんどの動詞形を分類できる3つの基本的なカテゴリーにたどり着いた。
1. 名詞的（substantival）動詞形：名詞句と置換可能な動詞形。
2. 形容詞的（adjectival）動詞形：形容詞句や関係詞句と置換可能な動詞形。
3. 副詞的（adverbial）動詞形：副詞句や従属節と置換可能な動詞形。

Polotsky は、ほとんどすべてのエジプト語の動詞形がこれら3つのカテゴリーのいずれかに属すると考えた。この分類は、動詞形の統語的機能を理解するための基礎となった。標準理論では、動詞形はその統語的環境に応じて、名詞的、形容詞的、副詞的に「転置」されると見なされる。この分析は、エジプト語の動詞体系の複雑さを体系的に説明しようとする試みであった。
| Adjectival verb forms: - Active participle - Passive participle - Relative form | Substantival verb forms: - Emphatic sḏm.f - Emphatic sḏm.n.f - Infinitive | Adverbial verb forms: - Circumstantial sḏm.f - Circumstantial sḏm.n.f - Circumstantial passive sḏmw.f - Stative - ḥr + infinitive - m + infinitive - r + infinitive |

Polotsky の分析では、一般的な助詞 jw、wn.jn、ꜥḥꜥ.n、および m（mの場合は接尾代名詞を伴う。例：m.k、m.ṯn など）は助動詞とみなされる。これらは、後続の代名詞または名詞とともに、文の主語として機能する名詞的要素を形成し、後続の副詞的動詞形や構文と結合して、統語的な文の冒頭に複合動詞形を形成する。これらの複合動詞形は、コプト語文法の第一時制との類推から、「第一時制」形とみなされる。第一時制動詞形を伴う初頭節には、同じ助動詞を共有する一連の並列節か、状況節や予期節に現れる動詞形を伴う従属節が続くことができる。
一方、jw などの助詞を伴わない動詞形は、「第二時制」形とみなされる。第二時制形は、強調や対比を表すために使用され、しばしば文の焦点となる要素の直後に置かれる。第二時制形は、第一時制形とは異なり、独立した文を形成することができる。
このように、Polotsky は古典エジプト語の動詞形を、統語的な振る舞いに基づいて第一時制形と第二時制形に分類した。この区別は、エジプト語の動詞体系の理解に重要な洞察をもたらし、標準理論の中核をなすものとなった。
第一時制形と同様に、第二時制形も、主語としての名詞的要素と述語としての副詞的要素から構成されると分析される 。ただし、この場合、本動詞は副詞的要素ではなく名詞的要素の一部であり、強調（名詞的）動詞形とそれに続く接尾代名詞または名詞として現れる。第二時制は、動詞を述語から主語へと降格させ、名詞化することで、副詞的要素を際立たせたり強調したりする役割を果たす。
つまり、第二時制形では、動詞が名詞的に「転置」され、文の主題となる。一方、副詞的要素は述語として機能し、文の焦点となる情報を提示する。この構造は、特定の要素を強調するために用いられ、エジプト語の語用論的な特徴を反映していると考えられる。
標準理論では、このような第一時制形と第二時制形の区別が、エジプト語の動詞体系の中核をなすと考えられている。この区別は、動詞形の統語的・語用論的な機能を理解するための重要な手がかりを提供し、エジプト語のテクストを分析する際の基礎となっている。ただし、近年では、この二分法的な枠組みに疑問を呈する研究者もおり、エジプト語の動詞体系についてのより複雑な理解が求められている。
いわゆる均衡文（balanced sentence）は、強調動詞形を含む2つの連続した名詞的要素として分析される。したがって、均衡文はエジプト語の名詞文の特殊なケースと見なすことができる。
均衡文では、2つの名詞的要素が並置され、それぞれが強調動詞形を含んでいる。つまり、両方の要素が文の主題として機能し、同等の重要性を持つと考えられる。この構造は、2つの事柄の密接な関係や並行性を示すために用いられる。
例えば、「王は宮殿に到着した。臣下は王の前に出た」という均衡文では、「王が宮殿に到着すること」と「臣下が王の前に出ること」が並置され、同時に起こった出来事として描かれる。
標準理論では、均衡文をエジプト語の名詞文の一種として位置づけている。名詞文は、名詞的要素を主語と述語の両方として含む文であり、動詞を含まない。均衡文は、名詞文の特殊なケースとして、2つの名詞的要素が強調動詞形を含むという特徴を持つ。
このように、均衡文の分析は、標準理論におけるエジプト語の文構造の理解に重要な示唆を与えている。また、均衡文の構造は、エジプト語のテクストにおける修辞的な効果を生み出すためにも用いられていたと考えられる。

## こちらも参照
- 新エジプト語: 新エジプト語は、紀元前1300年頃から紀元前700年頃までの新王国時代後期からリビア・クシュ時代にかけて使用されたエジプト語の段階である。後期エジプト語は、中エジプト語から発展したもので、言語の分析的傾向がより顕著になった。動詞構造の簡素化、助詞の発達、語順の固定化などの特徴が見られる。また、話し言葉の影響を強く受けており、俗語的な表現が多く用いられるようになった。後期エジプト語は、ヒエラティック書体で書かれた行政文書や私的な書簡などの資料から知ることができる。標準理論は、後期エジプト語の動詞体系の分析にも適用され、この時代の言語の特徴を理解する上で重要な役割を果たしてきた。
- Appendix:Egyptian predicates on Wiktionary:  Wiktionary の「Appendix:Egyptian predicates」は、エジプト語の構文に関する「それほど標準的ではない理論（Not-So-Standard Theory）」の分析をまとめたものである。この分析では、エジプト語の文構造を動詞中心的に捉え、動詞の形態と統語機能に基づいて分類している。  具体的には、以下のような動詞形と構文が識別されている：  1. 完了形（Perfective）：動作の完了を表す。  2. 不完了形（Imperfective）：進行中または習慣的な動作を表す。  3. 状況形（Circumstantial）：主節の動作と同時に起こる状況を表す。  4. 関係形（Relative）：先行する名詞を修飾する。  5. 受動形（Passive）：受動態を表す。  また、これらの動詞形に加えて、様々な助詞や副詞句との組み合わせによる複雑な構文も分析されている。  この「それほど標準的ではない理論」は、標準理論の一部の仮定に疑問を呈し、より動詞中心的な観点からエジプト語の文法を記述しようとする試みである。この分析は、エジプト語の通時的な変化をより適切に捉えることを目指しており、近年のエジプト語研究に新たな視点をもたらしている。